# Maliina Abelsen
Maliina Bitsch Abelsen (født 7. februar 1976) er uddannet sociolog, medlem af det venstreorienterede parti Inuit Ataqatigiit og var Landsstyremedlem/minister for finanser og tidligere socialminister i den grønlandske regering (Naalakkersuisut). 
Maliina Abelsen er født i Danmark, men opvokset i Nuuk. Hendes kandidatur til landstingsvalget blev annonceret omkring fem uger før valget, som blev afholdt den 2. juni 2009. Ved valget opnåede Maliina Abelsen et stort antal personlige stemmer, og tiltrådte per 18. juni, 2009 som landstingsmedlem og blev efterfølgende udnævnt som Landsstyremedlem.
- Juni 2009 til marts 2011 medlem af Landsstyret for: Familie og sociale anliggender
- Marts 2011 til marts 2013 efter en rokade, medlem af Landsstyret for: Finans og nordiske anliggender.

Ved landstingsvalget den 12. marts 2013 fik Maliina Abelsen 1334 stemmer, tredieflest efter Aleqa Hammond og hendes egen partiformand Kuupik Kleist. Hun er ikke længere medlem af landsstyret idet hendes parti kom i opposition ved valget 2013.
Maliina Abelsen blev 2016 ansat som kommerciel direktør i det grønlandske luftfartsselskab Air Greenland. Hun er nu programchef for UNICEF Danmark i Nuuk.

## Uddannelse
- Folkeskole i Qorsussuaq og gymnasieuddannelse i Nuuk.
- Cand.scient.soc, Københavns Universitet 2004
- Master in Policy and Applied Social Research (Macquarie University – Australien) 2003

Abelsen var, efter eget udsagn, den første grønlænder på Sociologisk Institut på Københavns Universitet.

## Tidligere erhvervserfaring
- 2008-2009: ”Afdelingskooordinator” MIPI – Videnscenter om Børn og Unge, Grønlands Hjemmestyre
- 2006-2008: ”A/C Fuldmægtig”, Udenrigsdirektoratet, Grønlands Hjemmestyre
- 2004-2006: “Associate Expert/JPO” – FN’s Menneskerettighedskommissariatet, OHCHR, Genève
- 2003-2004:”Editorial Assistant” – Bath University, UK

## Eksterne links
- Politisk hjemmeside Arkiveret 11. januar 2012 hos  Wayback Machine
- Ministerside, Grønlands Selvstyre Arkiveret 13. februar 2010 hos  hos Archive.is